# Sommerau (Quartier)
Das Quartier Sommerau ist ein Ortsteil in der Bündner Kantonshauptstadt Chur. Es grenzt an die Quartiere Kornquader, Araschgen-Rosenhügel und Industrie (das entstehende Chur West). Es ist in die kleineren Quartiere Ostsommerau und Westsommerau unterteilt. Das Quartier beherbergt Hotel- und Industriebetriebe sowie Einkaufsläden.
Koordinaten: 46° 51′ N, 9° 30′ O; CH1903: 757138 / 190208